# Andské civilizace

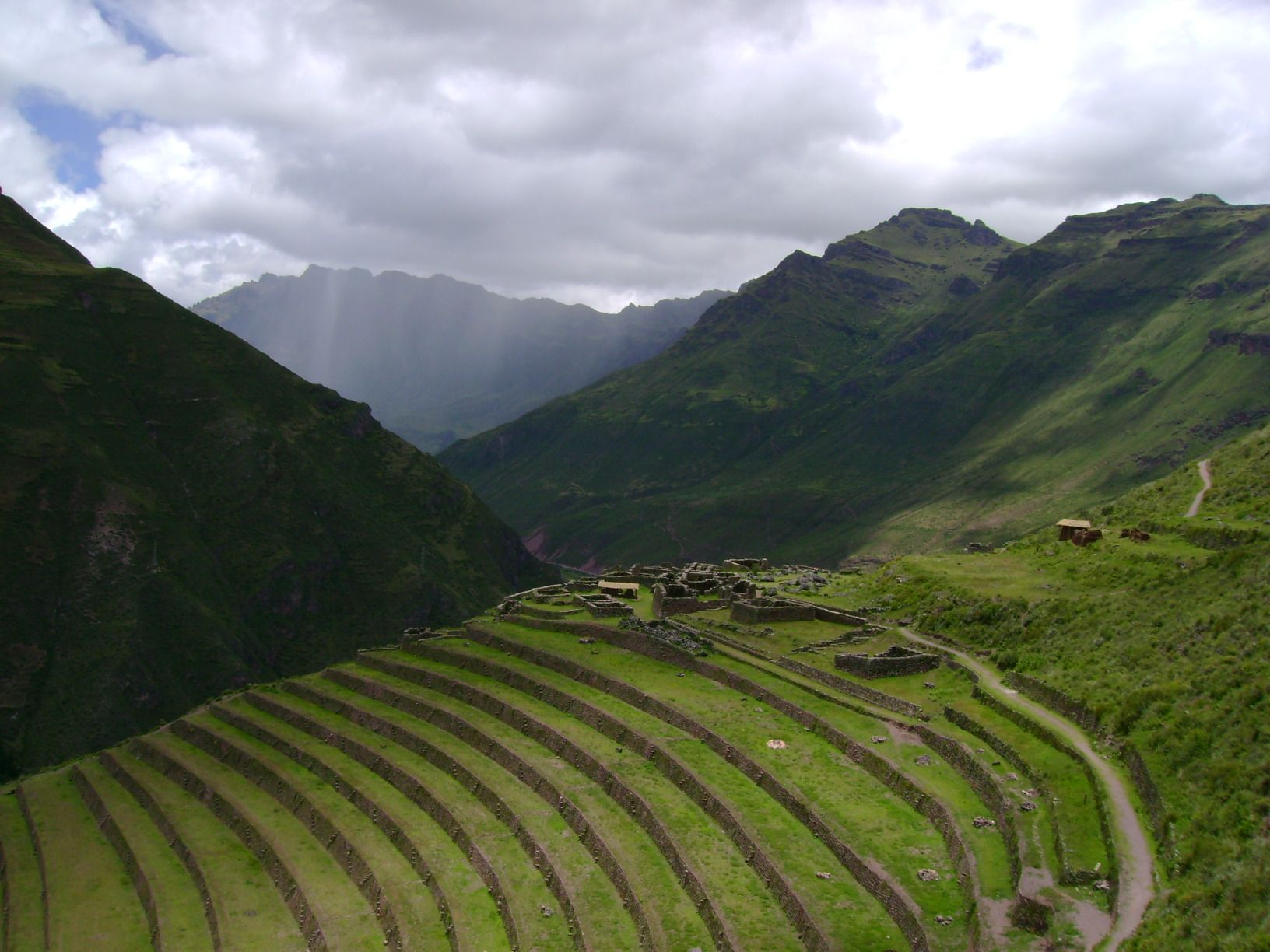
Terasovitá pole v Písacu v Peru

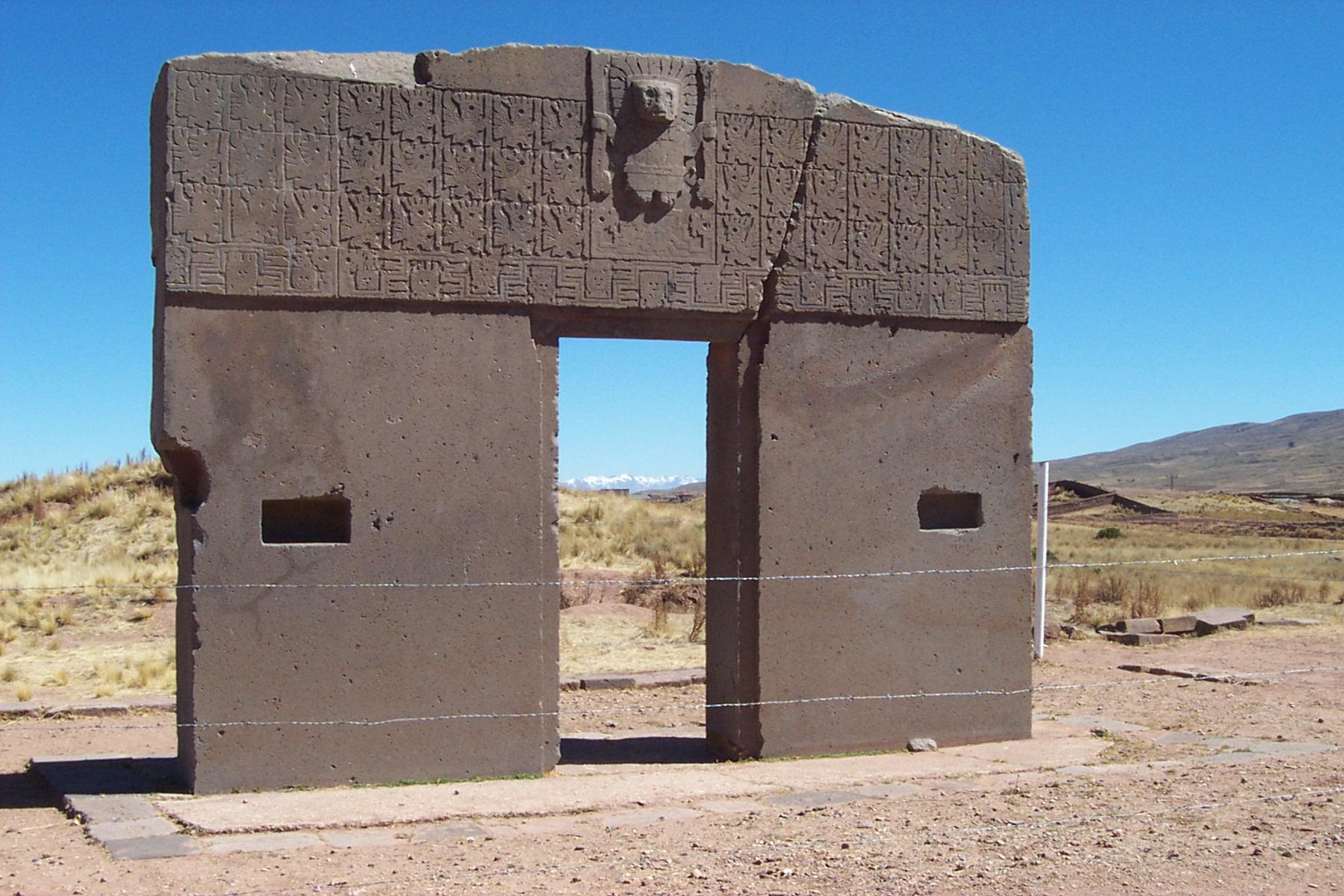
Brána slunce v Tiwanaku

Kipu

Andské civilizace je zastřešující termín pro řadu starověkých jihoamerických kultur při pobřeží Tichého oceánu. Ležely v pásu od dnešního Ekvádoru, přes severní Argentinu až k Chile. Andská civilizace je jednou z pěti civilizací na světě, kterou vědci považují za neodvozenou, nevyvinutou z jiných civilizací. Kvůli izolaci od jiných civilizací, domorodí obyvatelé And museli přijít s vlastními, často jedinečnými řešeními infrastrukturních a společenských problémů.
Pojem zastřešuje buď archeologické kultury (u nichž o vlastní identitě kultury historici spíše spekulují a rekonstruují hlavně z archeologických nálezů) a historické kultury, kde lze identifikovat i etnika, která je tvořila, a o nichž je dostatek informací i proto, že přišly do styku s Evropany po začátku evropské kolonizace. K archeologickým andským kulturám patří Valdivia, Norte Chico (též zvaná Caral), Chavín, Nazca, Močická kultura, Chachapoya, Huarijská kultura a Tiwanaku. K historickým andským kulturám pak Kultura Chimú, Incká říše a Muisca. Nejstarší z nich sahají do období 3500-3200 př. n. l. Století před příchodem španělských dobyvatelů spojili Inkové většinu území andských kultur do jediného státu. Jen Muisca zůstala mimo incký svět.
Přes vážné ekologické problémy, andské civilizace domestikovaly širokou škálu plodin, z nichž některé si získaly celosvětový význam (kukuřice, brambory, quinoa, rajčata, chilli papričky, bavlna, kakao, tabák, ananas, arašídy a několik druhů fazolí). Andské kultury pěstovaly odhadem 70 různých rostlin, tedy téměř tolik, kolik jich bylo pěstováno v celé starověké Evropě a Asii dohromady. Menší význam měla domestikace zvířat, zvířaty domestikovanými v Andách byly lamy a morčata. Nejčasnější civilizace se vytvořily, kupodivu, na extrémně vyprahlém pouštním pobřeží Peru. Zemědělství bylo možné pouze v úzkém pásu údolí řek stékajících z vysokých And, plus v několika oázách zvaných lomas. Úrodná vrstva půdy byla tenká, podnebí oproti jiným starověkým civilizacím chladné, srážky nízké a sezónní. Rovinaté půdy byl nedostatek. Někteří badatelé věří, že nejranější civilizace na peruánském pobřeží se zpočátku spoléhaly více na mořské zdroje než na zemědělství. Nakonec ale vyvinuly zemědělství velmi sofistikované, založené na umělém zavlažování, využití teras (andén), mikroklimatu a na selektivním chovu. Zemědělci obvykle obdělávali několik plodin v několika výškách současně.
Andské civilizace se odlišovaly od mezoamerických kultur (např. Aztékové, Mayové, Toltékové, Olmékové). Především patrně neměly písmo. Místo toho používaly systém uzlíků kipu, který nebyl dosud plně rozluštěn. Doposud se odborníci neshodli, zda kipu zaznamenávají jen číselné údaje, nebo i hlásky a slova. Kipu vynalezla patrně Huarijská kultura, ale existují teorie o původu systému již v kultuře Norte Chico.
Andské civilizace také neměly kolová vozidla a tažná zvířata. Lidé na souši cestovali pouze pěšky a přeprava zboží probíhala s pomocí domestikovaných lam. Lamy sice mohly nést náklad až do jedné čtvrtiny své hmotnosti (maximálně 45 kilogramů), ale nebyly dostatečně silné, aby mohly být použity k orbě nebo jako jezdecká zvířata pro dospělé.
Na rozdíl od jiných kultur andské civilizace rovněž nevyvinuly peníze. Měděné sekerky (nazývané také naipes) a nebo skořápky (druhu měkkýše zvaného spondylus) sice fungovaly v některých oblastech, zejména na pobřeží Ekvádoru, jako nástroje směny, jinak ale většina andských oblastí měla ekonomiky organizované spíše na základě výměnného obchodu.

## Norte Chico
Rozkládala se na území dnešního Peru. Hlavním střediskem bylo město Caral, v údolí Valle de Supe, 200 kilometrů severně od Limy, od roku 2009 zapsané na seznamu světového kulturního dědictví UNESCO. Počátky kultury sahají možná až 3700 let před náš letopočet. Kolem období 3500 př. n. l. bylo postaveno první město Huaricanga. Kultura zaniká kolem roku 1800  př. n. l. Od začátku 21. století bývá tato kultura označována za nejstarší rozvinutou městskou civilizaci v celé Americe, její význam plně docenil až archeologický výzkum vedený Ruth Shadyovou v 90. letech 20. století. Kultura podle vše neznala keramiku (neznala tedy patrně ani vaření, ale jen pečení potravy). Neužívala též žádné vizuální umění. Rozvinuto bylo ovšem textilní umění a především architektura založená na umělých kopcích a obdélníkových terasovitých pyramidách (největší z nich v Caralu je vysoká 18 metrů). Pravděpodobné je také uctívání bohů, které archeologové spojují s některými nalezenými symboly, jež vykazují podobnosti hlavním božstvem pozdějších andských kultur. S uctíváním byla patrně svázána společenská teokratická elita. Spor se vede o to, zda byla kultura primárně námořní, nebo zemědělská, či zda vynalezla komunikační systém kipu.

## Chavín
Chavín byla kultura v severním Peru. Existovala zhruba v letech 900 př. n. l.- 200 př. n. l. Jejím centrem a obřadním místem bylo město Chavín de Huántar, které se nachází 3117 metrů nad mořem (dnes na seznamu světového kulturního dědictví UNESCO). Ve městě se nacházely dvou až trojpodlažní chrámy. Zdivo bylo zpevněno hliněnou maltou. Archeologové za nejcennější považují tři monolity: Lanzón, stélu Raimondino a Tellův obelisk. Všechny jsou ozdobené reliéfy antropomorfních postav zvířecích bohů. Nalezeno bylo rovněž množství jednobarevné keramiky, buď černé, šedé, nebo červené, s vyrytými geometrickými nebo zvířecími motivy. Chavín byla patrně první jihoamerická kultura, která zpracovávala zlato. Jak si říkali obyvatelé není známo, ani jaký používali jazyk (předpokládá se stará forma kečuánštiny). Domestikovali lamy, jejichž maso sušili (tzv. jerky). Pěstovali brambory, kukuřici a merlík (quinou). Archeologové doložili užívání psychotropních látek (výtažky z kaktusu San Pedro), pravděpodobně při kouzelnických rituálech.

## Močická kultura
Nejvýznamnější kulturou raného intermediálního období byli Močikové, jejichž kultura s centrem v Moche je datována do období 100 př. n. l. až 700. Šlo již o silně organizovanou, stratifikovanou a výbojnou společnost. Vyspělá je močická malovaná keramika (časté jsou sošky zmrzačených lidí či spoutaných vězňů a zajatců, nebo erotické motivy – huacas pornográfikos), zpracování kovů a textilií. Rozvinutá byla též chirurgie – trepanace lebek. Časté jsou výjevy žvýkání koky. Ústředním bodem náboženství bylo uctívání Měsíce. Pyramida slunce, postavená v Moche z nepálených cihel (adobe) a dodnes částečně dochovaná, je s délkou nejméně 350 metrů a výškou 40 metrů největší stavbou svého druhu na kontinentu. Významným pozůstatkem Močiků je nález kompletní hrobky tzv. pána ze Sipánu v roce 1987, řazený mezi nejvýznamnější archeologické nálezy v oblasti.

## Huarijská kultura
Huarijská kultura (též Kultura Huari nebo Wari) se také nacházela na území dnešního Peru, v jeho západní části. Začala se rozvíjet okolo roku 500 a existovala zhruba půl století. Název dostala podle svého hlavního města Huari (Wari), které leželo asi 11 kilometrů severovýchodně od dnešního města Ayacucho. Huari mělo světský charakter, bylo to město spojené s okolím pevnými silnicemi, zřejmě obchodní centrum. Bylo tvořeno ulicemi do pravého úhlu. Počet obyvatel města se odhaduje na 40 000. Domy byly postaveny z kamene a některé byly až třípatrové. Kolem roku 800 se dostalo do krize v důsledku sucha a kolem roku 1000 bylo patrně velmi náhle a z neznámých důvodů opuštěno. Vchody budov byly zablokovány, jako kdyby se obyvatelstvo chtělo do města znovu vrátit, to se však z nejasných důvodů nestalo. Podle některých archeologů byly příčinou násilné konflikty mezi jednotlivými skupinami obyvatel. Lidé huarijské kultury hovořili dnes už vymřelým jazykem puquina. O významné sociální stratifikaci svědčí průlomový objev hrobek z roku 2013, v lokalitě El Castillo de Huarmey. Tento objev též ukázal, že těla králů (byla nalezena těla tří královen) byla mumifikována, a že kultura užívala lidské oběti (v hrobce tří královen jich bylo nalezeno 60).

## Chimú
Existovala na pacifickém pobřeží moderních států Ekvádoru a Peru od desátého do patnáctého století. Zemědělství bylo závislé na budování rozsáhlé sítě zavlažovacích kanálů. Střediskem této civilizace bylo město Chan Chan, postavené z vepřovic, které mělo rozlohu 20 km² a podle odhadů v něm žilo nejméně padesát tisíc lidí. Zbytky města jsou chráněny jako světové dědictví. Kultura zanikla ve válce s Inckou říší, v letech 1463—1471 dobyl její území inka Túpac Yupanqui a posledního vladaře Chimú Minchancamana odvezl jako zajatce do Cuzca. Vítězní Inkové přejali mnohé rysy chimúské kultury, takže španělští conquistadoři získali dostatek informací o jejím způsobu života. Stát řídil obchod i zemědělskou výrobu, měl výrazné teokratické rysy. Státní kult byl založen na uctívání Měsíce; Chimúové ho považovali za silnějšího než Slunce, protože svítí ve dne i v noci. Zachovaly se posvátné balvany zvané alec pong, pokládané za vtělení předků. Tresty za zločiny byly drastické tresty, popravován byl nejen pachatel, ale celá jeho rodina nebo i celá vesnice. Nález množství koster v lokalitě Punta Lobos v roce 1997 naznačuje, že o velkých svátcích docházelo k hromadným lidským obětem, a to i dětí. Kultovní předměty zhotovovali z ulit ostnovek. Jejich figurální keramika vycházela z močických vzorů, časté byly erotické náměty.